# Йованович, Горан
Го́ран Йова́нович (серб. Горан Јовановић / Goran Jovanović; род. 20 марта 1972, Ниш, СФРЮ) — югославский и сербский футболист, полузащитник.

## Клубная карьера
Горан Йованович родился и вырос в Нише, где и начинал играть в футбол. Первым его клубом стал местный «Раднички», в котором он играл до лета 2000 года. Первый круг чемпионата Югославии 2000/01 провёл на правах аренды в другом клубе из Ниша, в «Железничаре», выступавшем в Первой лиге. В декабре 2000 года македонский вратарь «Анжи» Лазо Липоский, который принял решение завершить карьеру, вместе со своим агентом организовал матч с участием югославских игроков, которые хотели бы выступать за границей, и тех, кто там уже играет, среди которых был и Йованович. Несмотря на то, что у Горана были предложения, в том числе из западных клубов, он согласился поехать на просмотр в «Анжи», в которой уже играли его соотечественники Ранджелович и Стойкович, также в клубе было ещё несколько выходцев из Югославии. После переговоров с президентом «Железничара» руководство югославского клуба согласилось отпустить Йовановича именно в «Анжи». После сбора махачкалинцев в ОАЭ был подписан контракт с Йовановичем и Николичем. В «Анжи» он сыграл 11 матчей в Высшем дивизионе, а также одну кубковую игру. Завершил карьеру в родном клубе «Раднички».

## Достижения
«Анжи»
- Финалист Кубка России: 2000/01